# Halecium delicatulum
Halecium delicatulum är en nässeldjursart som beskrevs av Coughtrey 1876. Halecium delicatulum ingår i släktet Halecium och familjen Haleciidae. Inga underarter finns listade i Catalogue of Life.